# Bitwa pod Resaca
Bitwa pod Resaca – starcie zbrojne, które stanowiło fragment kampanii atlanckiej wojny secesyjnej. Bitwa toczyła się na terytorium hrabstw Gordon i Whitfield w stanie Georgia w dniach 13–15 maja 1864 roku. Jej wynik pozostał nierozstrzygnięty.
Bitwa została stoczona pomiędzy siłami Wydziału Wojskowego Missisipi (dowódca William Tecumseh Sherman) a Armią Tennessee (Joseph E. Johnston). Ogółem straty w tej bitwie wyniosły 5547 żołnierzy: 2747 po stronie „jankesów” i 2800 po stronie konfederatów.
Johnston, zauważywszy manewr Shermana, który opuścił pozycje u stóp Rocky Face Ridge, obsadził wzgórza wokół miejscowości Resaca. Wojska Shermana przekroczyły rzekę Etowah przy pomocy właśnie dostarczonych armii mostów pontonowych typu „Cumberland” i skierowały się ku pozycjom Johnstona.
13 maja siły unionistów jedynie próbowały siłę oporu przeciwnika w wybranych miejscach. Następnego dnia doszło do walk na całej linii i niemal wszędzie siły unionistów zostały odparte z wyjątkiem prawego skrzydła konfederatów, gdzie jednak Sherman nie potrafił wykorzystać swojej przewagi.
15 maja bitwa trwała, przy czym żadna ze stron nie potrafiła osiągnąć przewagi, dopóki Sherman nie posłał części sił na drugi brzeg rzeki Oostanaula w miejscu znanym jako Lay’s Ferry, by zaatakować linie zaopatrzenia przeciwnika. Nie posiadając wystarczających sił, by powstrzymać ten atak unionistów, Johnston został zmuszony do wycofania się.